# فرد أنهالت
فرد أنهالت (بالإنجليزية: Fred Anhalt)‏ هو باني ‏ أمريكي، ولد في 3 مارس 1896 في كنبي في الولايات المتحدة، وتوفي في 17 يوليو 1996 في سياتل في الولايات المتحدة.